# Barid
El barīd (en árabe: بريد‎, a menudo traducido como "servicio postal") fue el servicio de correo de los califatos omeya y abasí. Fue una institución importante en los primeros estados islámicos, siendo no solo sólo responsable de la entrega de correspondencia oficial a lo largo del imperio sino también funcionando como agencia de inteligencia doméstica que informaba al califa de los acontecimientos y actividades gubernamentales en las provincias.

## Etimología
La etimología de la palabra de árabe barid ha sido descrito por el historiador Richard N. Frye como "incierta". Se ha sugerido un origen babilónico desde finales del siglo XIX, proponiendo que berīd deriva del babilonio buridu (a su vez una evolución de *(p)burādu, "correo" o "caballo rápido"). También se ha propuesto que, dado que el barid fue una adaptación de los sistemas previamente empleados por los imperios bizantino y persa sasánida, la palabra barid podría derivar del latino tardío veredus ("caballo de correo") o del persa buridah dum ("sin cola", en referencia a los caballos empleados). Tanto la derivación desde buridu como desde veredus ha sido calificada de insatisfactorias por Frye.

## Historia
El barid islámico aparentemente se basó en instituciones similares de sus predecesores bizantinos y sasánidas. Los sistemas postales habían estado presentes en el Oriente Medio a lo largo de la Antigüedad, con varios estados preislámicos operando sus propios servicios desde épocas tan antiguas como el imperio neoasirio. La tradición local obligaba a menudo a la población que vivía aledaña a las carreteras a llevar el bagaje de soldados y oficiales de paso. Otras veces la población del estado entero debía contribuir animales de carga para el servicio estatal, como en el Egipto tolemaico. Estas alternativas se remontan por lo menos al Imperio aqueménida y habían seguido siendo sido aplicadas por la legislación romana hasta el siglo IV.
El barid empezó durante el periodo omeya, siendo su desarrollo atribuido al primer califa omeya Mu'awiyah ibn Abi Sufyan (r. 661–680). El sucesor de Mu'awiyah' Abd al-Malik ibn Marwan (r. 685–705) fortaleció la organización, haciendo mejoras adicionales tras el fin de la Segunda Fitna. Algunos autores sin embargo han afirmado que Muawiya y Abd al-Malik simplemente continuaron los sistemas bizantino y sasánida preexistentes. Los Omeyas crearon un diwan o ministerio dentro del gobierno para dirigir el sistema, al que dotaron de un presupuesto separado para su funcionamiento.
Tras la revolución abasí en 750, el barid fue reforzado y se convirtió en una de las instituciones más importantes del gobierno. El segundo califa abasí, al-Mansur (r. 754–775), le dio especial importancia y lo utilizó como servicio de inteligencia para controlar el gobierno del imperio. Bajo sus sucesores, la supervisión del barid fue a menudo dejada en manos de un ministro de confianza del califa, como el barmáquida Ja'far ibn Yahya o Itakh al-Turki.
Después de la fragmentación política del califato abasí en siglos IX y X, el diwan al-barid quedó bajo la supervisión de los búyidas (945–1055), si bien la organización parece para haber entrado en declive durante este periodo. El barid fue finalmente abolido por el sultán selyúcida Alp Arslan (r. 1063–1072), que consideraba que su capacidad como servicio de inteligencia había disminuido. Otros estados musulmanes, como los samánidas de Transoxiana, mantuvieron su propio barid en ocasiones, y en el siglo XIII se estableció un nuevo barid en Egipto y Levante bajo el sultán mameluco Baibars (r. 1260–1277).

## Funciones

### Correspondencia y viaje

Las rutas del barid en Yemen, según Ibn Khurradadhbih; cada punto representa una estación postal.

El sistema barid proporcionó a los califas la capacidad de comunicarse con sus funcionarios a lo largo de su imperio. Sus mensajeros eran capaces de entregar misivas con tiempos de viaje de casi cien millas por día. El barid no fue en cambio un servicio de correo público y normalmente no llevaba cartas privadas enviaron sino meramente correspondencia oficial como decretos e informes de gobierno.
Para facilitar la entrega veloz de sus mensajes, el barid mantuvo una extensa red de estaciones de posta con monturas frescas, alojamiento y otros recursos para los mensajeros. La distancia mediana entre cada estación era, al menos en teoría, de dos a cuatro parasangas. Según el geógrafo del siglo IX Ibn Khurradadhbih, había un total de 930 estaciones en el imperio. Esta red era flexible, pudiendo instalarse postas provisionales de ser necesario. Por ejemplo, durante las campañas militares se solían establecer nuevas estaciones que actuaran como línea de comunicación con el ejército que avanzaba.
Además de llevar correspondencia, el barid era a veces utilizado para transportar de forma segura a dignatarios, proporcionando una forma rápida de viaje para gobernadores y otros oficiales destinados a las provincias. El califa abasí al-Hadi (r. 785–786), por ejemplo, utilizó el barid para hacer el viaje de Jurján a la capital de Bagdad después de recibir la noticia de la muerte de su padre. El uso de los recursos del barid era celosamente controlado, siendo necesario gozar de autorización especial para utilizar sus monturas y provisiones.

### Vigilancia
Además de su función en como servicio postal, el barid operó como una red de inteligencia dentro del estado islámico. Los maestros de posta (ashab al-barid) de cada distrito actuaban como informantes para el gobierno central y remitían informes a la capital del estado de sus respectivas localidades. Sus informes recogían cualquier acontecimiento de importancia, como juicios y decretos locales, fluctuaciones en los precios de mercancías de primera necesidad, o incluso meteorología inusual. Todo ello era enviado al director del diwan, que resumían y presentaba la información al califa.
El barid también controlaba la conducta de otros funcionarios del gobierno. Los maestros postales debían investigar cualquier caso de corrupción, conducta indebida o incompetencia e informar al califa. También reportaban los actos y decretos del gobernador local y del juez, así como el estado de la tesorería. Esta información permitía al califa medir el desempeño de sus subordinados y detectar corrupción e insubordinación.